# Dicrossus
Dicrossus är ett släkte av ciklider som förekommer i Amazonområdet och Orinoco i Sydamerika. Fiskarna i släktet blir cirka 5–9 centimeter långa och räknas därför som dvärgciklider.

## Arter
Flera av arterna indelades tidigare i släktet Crenicara, men släktet Dicrossus omfattar idag fem arter:
- Dicrossus filamentosus – schackbrädesciklid, lyrstjärtsschackbräde
- Dicrossus foirni
- Dicrossus gladicauda
- Dicrossus maculatus – schackbrädesciklid
- Dicrossus warzeli